# Charles Le Gendre

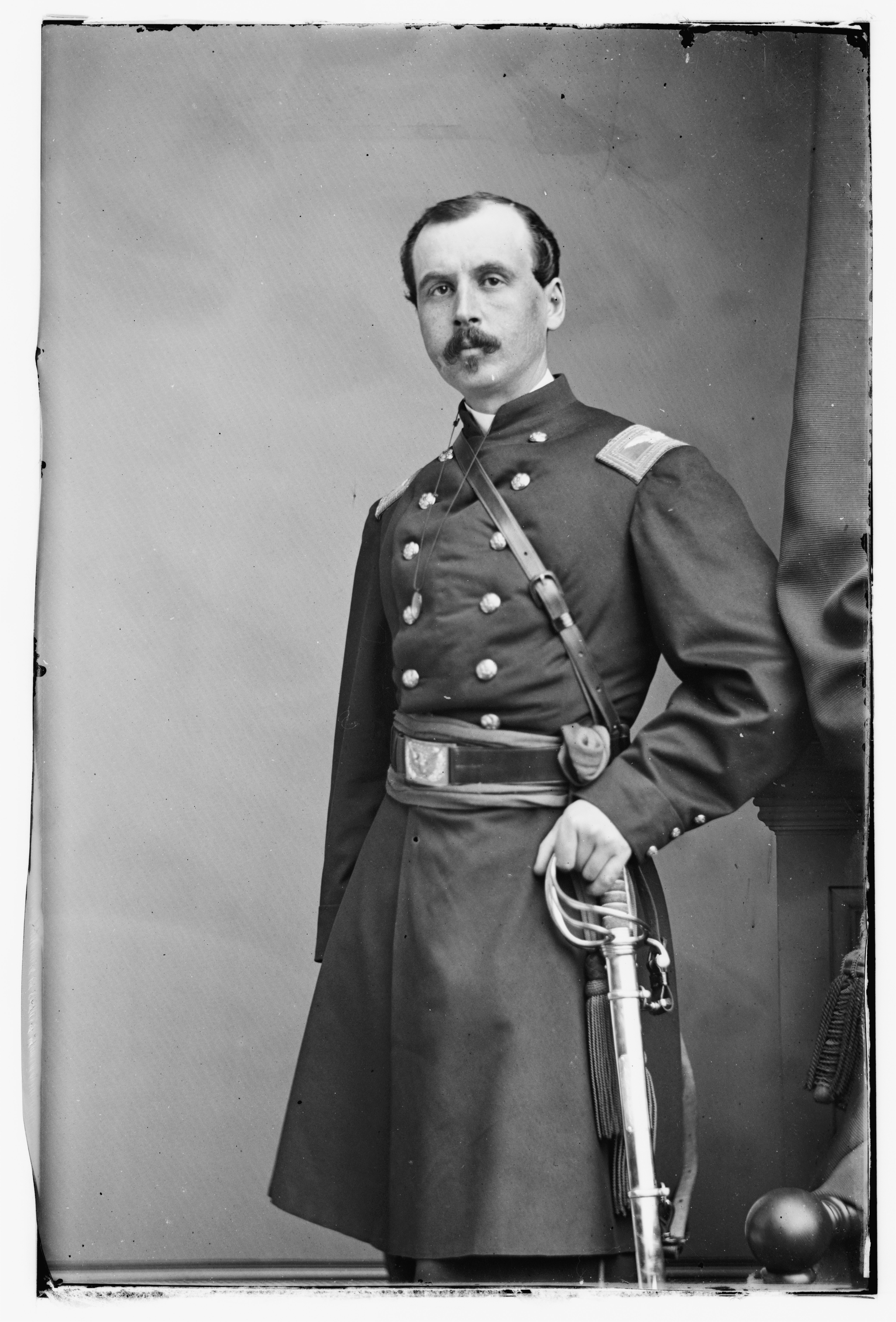
Charles Le Gendre

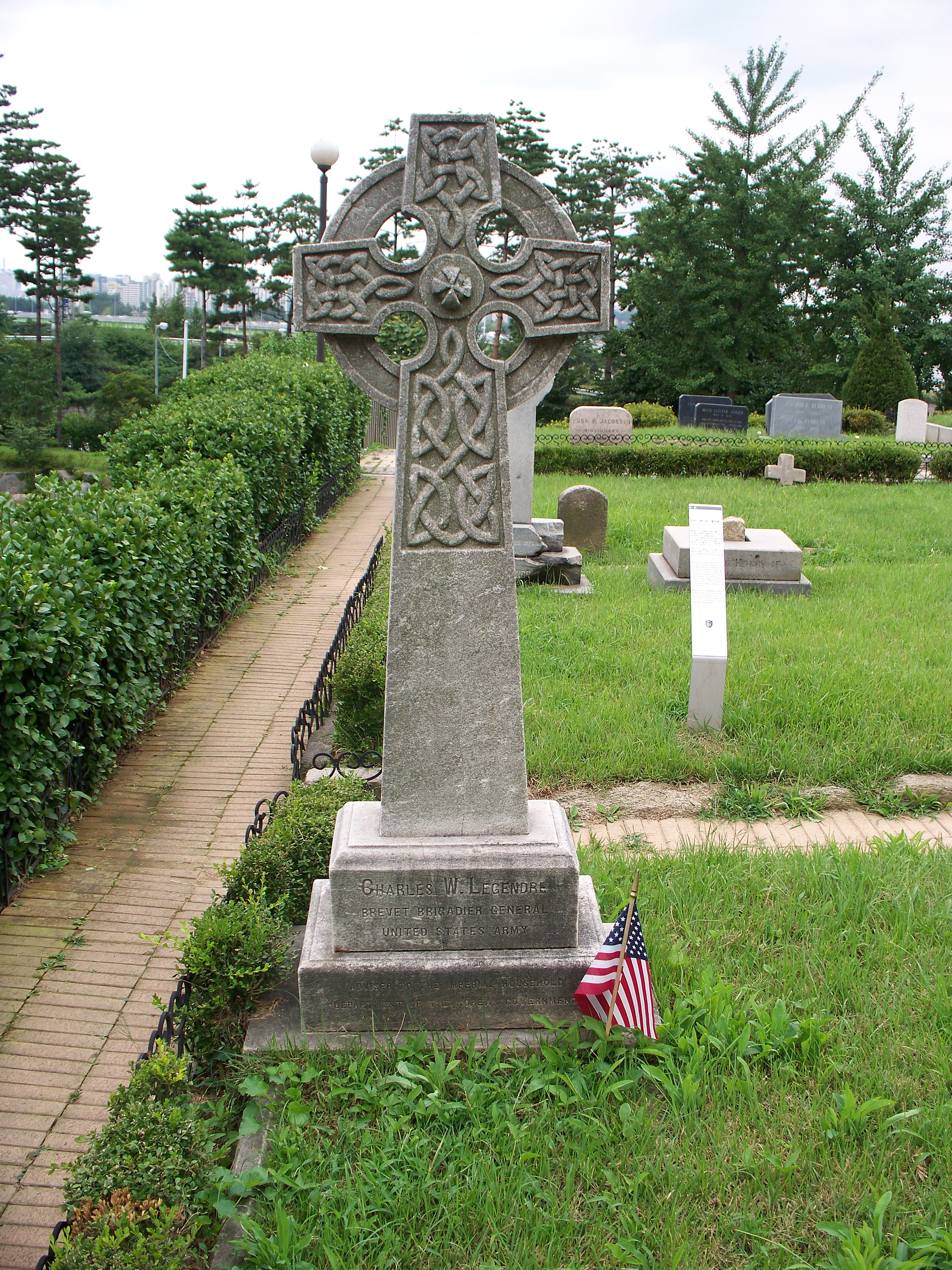
Le Gendres Grab in Seoul, Korea

Charles William Le Gendre (geboren 26. August 1830 in Oullins, Frankreich; gestorben 1. September 1899 in Seoul, Korea) war ein US-amerikanischer General und Diplomat.

## Leben und Wirken
Charles Le Gendre wurde als Offizier im amerikanischen Sezessionskrieg verwundet. 1866 wurde er zum Konsul der USA in Xiamen, dem Vertragshafen, ernannt. Er leitete eine Strafexpedition gegen die Ureinwohner von Taiwan, die schiffbrüchige Amerikaner massakriert hatten.
1872 besuchte Le Gendre Japan und wurde vom Außenminister Soejima Taneomi als Berater angestellt. Zu dieser Zeit hatte Japan beabsichtigt, eine Expedition nach Taiwan zu senden, um die dortige Tötung 1871 von Schiffbrüchigen von den Ryūkyū-Inseln zu bestrafen. Le Gendre half ihnen, diese Expedition zu organisieren. Dafür wurde er kurz vom US-amerikanischen Konsulat festgehalten, die japanische Seite jedoch bedankte sich 1875 und verlieh ihm den Orden der Aufgehenden Sonne. Er war der erste Ausländer, der diese Auszeichnung erhielt.
Le Gendre blieb bis 1890 in Japan, wobei er als Privatmann für den Politiker Ōkuma Shigenobu arbeitete. Er heiratete, obwohl bereits verheiratet, eine Japanerin. Sekiya Toshiko (関屋 敏子; 1904–1941), eine Sängerin, ist eine Enkelin. Er setzte sich für die Entwicklung von Hokkaidō ein. Nach 1890 wurde er Berater der koreanischen Regierung und starb in Seoul. Er ist der  Autor des Werkes „Progressive Japan: A Study of the Political and Social Needs of the Empire“, 1878.